# Catalanotoxotus pauliani
Catalanotoxotus pauliani là một loài bọ cánh cứng trong họ Cerambycidae.